# Snuppy
Snuppy (ur. 24 kwietnia 2005, zm. w maju 2015) – pierwszy sklonowany pies domowy, rasy chart afgański; wynik prac zespołu naukowców koreańskich z Seoul National University, kierowanych przez Hwang Woo-suka. Nazwa Snuppy pochodzi od akronimu SNU (Seoul National University) i angielskiego wyrazu puppy (szczeniak) i nawiązuje do bohatera kreskówek Snoopy'ego.
Badacze wprowadzili 123 sukom 1095 embrionów, uzyskując trzy ciąże. Jeden z płodów został poroniony, drugi szczeniak zmarł w trzy tygodnie po urodzeniu na zapalenie płuc. Matka Snuppy'ego, która donosiła ciążę, jest suką rasy labrador retriever.